# Camille Kostek

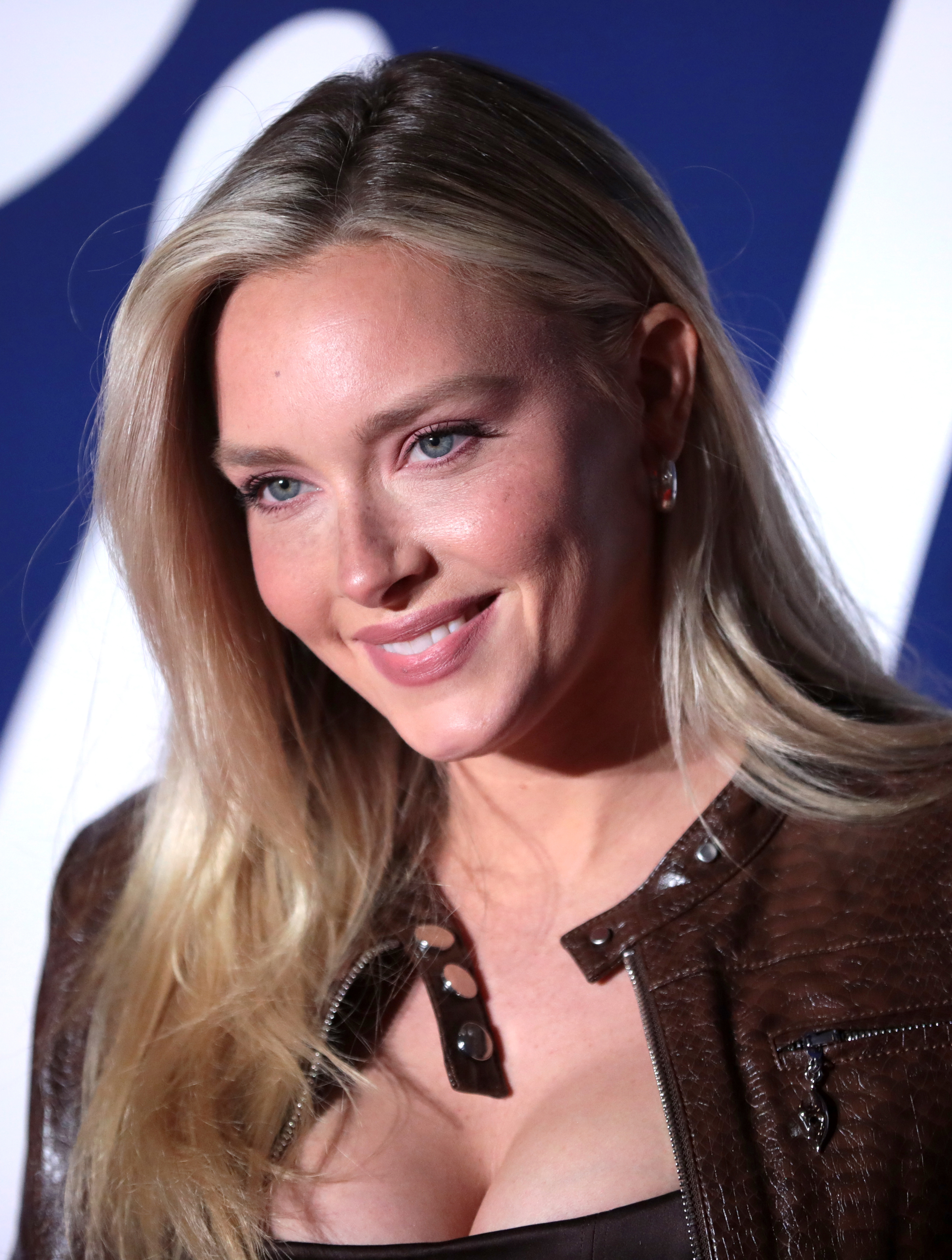
Camille Kostek

Camille Veronica Kostek (* 19. Februar 1992 in Killingworth) ist eine US-amerikanische Schauspielerin und Model. Sie erlangte Bekanntheit durch ihre Arbeit mit der Zeitschrift Sports Illustrated, insbesondere als Covermodel der Ausgabe 2019.

## Karriere
Kostek wurde als ältestes von vier Kindern geboren. Sie hat polnische, irische und jamaikanische Wurzeln. Im Alter von drei Jahren begann sie mit Ballettunterricht und besuchte die Broadway Dance Center in New York City. Später studierte sie Kommunikationswissenschaften mit Nebenfach Wirtschaft an der Eastern Connecticut State University.

### Als Model
Kosteks erster Modeljob war für eine Reihe von Fernsehwerbespots für die Boutique Ciao Bella, die auf MTV und E! ausgestrahlt wurden. News, VH1 und ABC Family. 1999 trat sie ihrer ersten Modelagentur in Boston bei und wurde Markenbotschafterin und Model für Benrus, Equinox Fitness und Dune Jewelry. Ihre ersten Arbeiten umfassten Print- und Fernsehwerbung für Marken wie Nissan, New Balance und Rebag.
Kostek hat Kampagnen und Botschaftertätigkeiten für verschiedene Bekleidungs- und Kosmetikmarken durchgeführt. darunter L’Oréal, Victoria’s Secret und Clarins. Sie war auch für Werbekampagnen der Modelinie Kittenish zuständig und lief bei der New York Fashion Week für deren Frühjahr/Sommer-Kollektion über den Laufsteg. Kostek ist langjähriges Model und Botschafterin für Reebok.

### Als Schauspielerin
Ihr Filmdebüt gab sie 2018 in I Feel Pretty. Es folgte eine Nebenrolle in dem Film Free Guy. 2023 bekam sie in dem Film Monsters of California eine Hauptrolle. Im selben Jahr trar Kostek in Classmates auf.

## Filmografie (Auswahl)
Filme
- 2018: I Feel Pretty
- 2021: Free Guy
- 2023: Monsters of California
- 2023: Classmates

Sendungen
- seit 2021: Wipeout
- 2022: Dancing with Myself
- 2023: Ridiculousness